# Гудогай (посёлок)
Гудогай (бел. Гудагай) — посёлок в Гудогайском сельсовете Островецкого района Гродненской области Белоруссии. Был административным центром сельсовета до 2013 года. Расположен в 5 км от города Островец, в 245 км от Гродно. В 2014 году в посёлке проживало 1094 человек. Расположена железнодорожная станция Гудогай.

## История
Поселок возник вокруг железнодорожной станции «Гудогай». Станция названа по названию деревни Гудогай в 4 км южнее. Позже поселок вокруг станции разросся, вобрав в себя деревни Табаришки и Чубейки (в Гудогае сохранилась «улица Табаришки»).
С 1922 года находилась в составе Польши, а с 1939 года — в составе БССР.

## Население
- 1897 год — 35 дворов, 168 жителей;
- 1909 год — 16 дворов, 191 житель;
- 1938 год — 47 дворов, 264 жителя;
- 2014 год — 1094 жителя;
- 2019—1231 житель.

## Инфраструктура
В посёлке имеется средняя школа, Дом культуры, библиотека, филиал «Лидохлебопродукт», комплексный приёмный пункт, фельдшерско-акушерский пункт, магазины, кафе, бар, баня.

## Культура
- Дом культуры
- Историко-краеведческий музей "Зямля гудагайская: матэрыяльнае і духоўнае ГУО «Гудогайская средняя школа»

## Достопримечательности
- Памятник В. И. Ленину
- Памятник советским воинам